# Carlos Ross
Carlos Esteban Ross Cotal Copiapó, 23 de novembro de 1990 é um futebolista chileno que atua como Meio-campista, atualmente joga pelo Cobresal.

## Carreira
Nascido na cidade de (Copiapó) e estudou no Colégio (Bruno Zabala Fresdes) de Santa Elvira. Foi formado nas divisões inferiores (Audax Italiano). Ele foi campeão de Chile na categoria Sub-17. Em (2009), foi eleito "Best of the Best" como o melhor jogador de todas as divisões inferiores Italico Club.
Executa sua estreia no (Audax Italiano) da (Campeonato Chileno de Futebol)  no ano (2009), contra a (Palestino). Tenha um ótimo começo da carreira, que projeta-se como um jogador cheio de talento e futuro. Em (2011), Coquimbo Unido Ele foi o artilheiro da equipe com 12 goles. Em 2012, ele foi contratado pela (O'Higgins), Runner-up futebol chileno. Em (2013), jogou em dois clubes (Deportes Copiapó) e  (Unión La Calera).
Em (2014), tem a sua primeira experiência em países estrangeiros, em (Husqvarna FF) Futebol (sueco). Em (2015), tem sua segunda experiência no estrangeiro (Hapoel Nazareth Illit), futebol (Israelense). Em 2016 acerta com o Gimnasia y Esgrima de Mendoza da Argentina.

## Seleção Chilena
Pela (Seleção Chilena, fez sua estreia em 2009, na equipe Sub-20. Pela seleção principal estreou em 31 de março de 2010 em partida amistosa contra o (Seleção Venezuelana).

## Estatísticas
| Concorrência           | Jogos | Gols |
| ---------------------- | ----- | ---- |
| Campeonato nacional    | 203   | 29   |
| Copa nacional          | 20    | 6    |
| Seleção Chilena        | 3     | 0    |
| Seleção Chilena Sub-20 | 5     | 2    |
| Total                  | 231   | 37   |